# کاهو تاناکا
کاهو تاناکا (انگلیسی: Kaho Tanaka؛ زادهٔ ۲۵ اکتبر ۱۹۹۷) بازیکن هاکی روی چمن زن اهل ژاپن است.